# Javier Mínguez
Javier Mínguez Bellosta (Valdearcos de la Vega, provincia de Valladolid, 1 de febrero de 1949) es un exciclista profesional español, aunque su mayor fama le viene dada por ser el director deportivo de varios equipos de ciclistas profesionales españoles.

## Trayectoria profesional
Como ciclista sólo fue profesional durante una temporada (la 1973), en el equipo Monteverde, donde ejercía haciendo labores de gregario.
Como director deportivo ha dirigido equipos de primer nivel internacional, como por ejemplo el BH, el Amaya Seguros o el Vitalicio Seguros, consiguiendo éxitos notables.
En 2013 se hizo cargo de la dirección de la selección española de ciclismo en ruta. En su primera actuación como seleccionador, en el Campeonato Mundial de Ciclismo en Ruta disputado en Florencia (Italia), consiguió una notable, aunque polémica, actuación con las medallas de plata y bronce conseguidas por Joaquim Rodríguez y Alejandro Valverde, respectivamente.
En el Campeonato Mundial de Ciclismo en Ruta de 2014 disputado en Ponferrada ( España), consiguió otra buena actuación con una medalla de bronce conseguida por Alejandro Valverde. No obstante, su mayor éxito le llegó cuatro años después, también al frente de la selección nacional, cuando en el Mundial de 2018, celebrado en Insbruck (Austria), Alejandro Valverde se proclamó campeón del mundo de ciclismo en ruta.
En noviembre de 2018 el presidente de la Real Federación Española de Ciclismo (RFEC), José Luis López Cerrón le comunica a Javier que no renovaría su contrato, tras la negativa de este a continuar en el cargo si no se le aumentaba el sueldo, que hizo público: 25.000 euros anuales desde 2015, sería sustituido por Pascual Momparler al frente de la selección española de ciclismo en ruta, que hasta la fecha era seleccionador de la sub-23.

## Palmarés
1972
- 3º en la Vuelta a Navarra

## Equipos como corredor
- Monteverde (1973)

## Equipos como director
- Moliner-Vereco (1979)
- Fosforera-Zor (1980)
- Zor (1981-1986)
- BH (1986-1989)
- Amaya Seguros (1990-1993)
- Vitalicio Seguros (1998-2000)
- Selección española de ciclismo en ruta (2013-2018)